# Generische Programmierung
Generische Programmierung ist ein Verfahren zur Entwicklung wiederverwendbarer Software-Bibliotheken. Dabei werden Funktionen möglichst allgemein entworfen, um sie für unterschiedliche Datentypen und Datenstrukturen verwenden zu können.

## Grundlegendes
Die Implementierung erfolgt bei einigen Programmiersprachen durch das Konzept generischer Typen bzw. Templates – so gestalten sich dynamische Programmiersprachen, bei denen sich der Typ einer Variable zur Laufzeit ändern darf, durch ihre verallgemeinerte Polymorphie generisch. Von Sprachen, die solche Mechanismen bieten, sagt man auch, dass sie Generik erlauben.
Wesentlich bei der generischen Programmierung ist, dass die Algorithmen nicht für einen bestimmten Datentyp geschrieben werden, sondern nur bestimmte Anforderungen an die Typen stellen. Das Prinzip wird auch parametrische Polymorphie genannt.
Paradebeispiel ist die C++-Standardbibliothek der Programmiersprache C++, bei der die Algorithmen so weit wie möglich von den Datenstrukturen, mit denen sie arbeiten, getrennt werden.

## Beispiele
Ein Beispiel liefert die Maximum-Funktion
{\displaystyle \max :T\times T\to T},
die für zwei gegebene Werte {\displaystyle a}, {\displaystyle b} desselben Typs den größeren Wert {\displaystyle \max\{a,b\}} zurückgibt.
Voraussetzung ist, dass {\displaystyle a} und {\displaystyle b} miteinander vergleichbar sind, der Ausdruck {\displaystyle a\leq b} also definiert ist und eine Ordnung beschreibt.

### C++

#### Verwendung objektorientierter Mittel
Der objektorientierte Ansatz funktioniert im Kontext statischer Typisierung nicht zufriedenstellend. Zwar lassen sich hier mit Interfaces oder Mehrfachableitung Klassen um „andere“ Datentypen erweitern, sodass sich mittels Polymorphie das Verhalten der generischen Programmierung zum Teil nachbauen lässt, allerdings wird die vollständige Unabhängigkeit von unterschiedlichen Typen (bzw. Klassen) damit nicht umgesetzt, weil es sich bei diesen Techniken auch nicht strenggenommen um objektorientierte Techniken handelt.
Definiert man in der Programmiersprache C++ eine Klasse Vergleichbares und leitet davon zum Beispiel für eine physikalische Simulation die Klassen Laenge und Masse ab (sagt also, dass sowohl Längen als auch die Masse etwas vergleichbares sind), so kann man zwar schreiben:
```
Vergleichbares
&
 
max
(
Vergleichbares
&
 
a
,
 
Vergleichbares
&
 
b
)
 
{

    
if
 
(
a
 
<
 
b
)
 
{

        
return
 
b
;

    
}
 
else
 
{

        
return
 
a
;

    
}

 
}

```

aber es gibt immer noch zwei Probleme:
- Zunächst, dass der Ergebnistyp nur „Vergleichbares“ ist; man muss dem Compiler also beim Aufruf explizit sagen, dass das Maximum zweier Längen wieder eine Länge ist (sofern man dessen Längeneigenschaften benutzen will, was wahrscheinlich ist), vor allem aber,
- dass diese Funktion es erlaubt, das Maximum einer Länge und einer Masse zu „bestimmen“, obwohl diese Operation keinen physikalischen Sinn hat.

#### Templates
Generische Programmierung, beispielsweise in C++ über Templates realisiert, verbindet nun die Flexibilität des Makros mit der Typsicherheit und den anderen Eigenschaften der Funktion. Die generische Implementierung von max in C++ ist
```
template
<
typename
 
T
>

T
 
max
(
T
 
a
,
 
T
 
b
)
 
{

    
if
 
(
a
 
<
 
b
){

        
return
 
b
;

    
}
 
else
 
{

        
return
 
a
;

    
}

}

```

Die so definierte Funktion max() kann nun für alle Typen mit Vergleichsoperator verwendet werden.
Ein weiterer Vorteil ist, dass man nicht explizit bei der Definition sagen muss, dass ein Typ vergleichbar ist (zum Beispiel durch Ableiten von einer entsprechenden Klasse), sondern man muss nur sicherstellen, dass er die nötigen Eigenschaften hat (in diesem Fall einen operator < mit korrekter Semantik). Auf diese Weise können auch Typen mit der Funktion verwendet werden, die in Unkenntnis der Funktion entworfen wurden (beispielsweise die eingebauten Typen der Programmiersprache).
Ein Algorithmus sollte dabei stets möglichst wenig vom Typ fordern. So arbeiten die Algorithmen der STL nicht direkt auf den Containern, sondern mit Iteratoren. Auf diese Weise werden sie weitgehend unabhängig von den genauen Eigenschaften des speziellen Containers und können teilweise sogar direkt auf Ein- und Ausgabeströmen arbeiten.

### C#

#### Generische Programmierung
Generische Programmierung in der Programmiersprache C# ähnelt den Templates in C++. Beispielsweise verwenden Klassen wie HashSet, List, Dictionary usw. generische Typen sehr gut. In C# werden spitze Klammern verwendet, um die Parametertypen in der generischen Klassendeklaration anzugeben. Im folgenden Beispiel wird ein Objekt einer generischen Klasse mit zwei Typparametern erstellt.
```
using
 
System
;

// Deklariert eine Klasse mit zwei Typparametern T und U

class
 
Test
<
T
,
 
U
>

{

    
T
 
object1
;
 
// Deklariert ein Objekt vom Typ T

    
U
 
object2
;
 
// Deklariert ein Objekt vom Typ U

    
// Konstruktor der Klasse, der die zwei Objekte initialisiert

    
public
 
Test
(
T
 
object1
,
 
U
 
object2
)

    
{

        
this
.
object1
 
=
 
object1
;

        
this
.
object2
 
=
 
object2
;

    
}

    
// Methode, die die zwei Objekte auf der Konsole ausgibt

    
public
 
void
 
Write
()

    
{

        
Console
.
WriteLine
(
object1
);

        
Console
.
WriteLine
(
object2
);

    
}

}

// Hauptklasse, die die Hauptmethode enthält

class
 
TestClass

{

	
// Hauptmethode die das Programm ausführt

    
public
 
static
 
void
 
Main
(
string
[]
 
args
)

    
{

        
Test
<
string
,
 
DateTime
>
 
testObject
 
=
 
new
 
Test
<
string
,
 
DateTime
>
(
"Willkommen bei Wikipedia!"
,
 
DateTime
.
Now
);
 
// Aufruf des Konstruktors

        
testObject
.
Write
();
 
// Aufruf der Methode, Ausgabe auf der Konsole

        
Console
.
ReadLine
();

    
}

}

```

#### Generische Methoden
Eine Methode, die mit den Typparametern für ihren Rückgabetyp oder ihren Rückgabeparameter deklariert wird, wird als generische Methode bezeichnet. Im folgenden Beispiel wird ein Objekt einer generischen Klasse mit einer generische Methoden erstellt.
```
using
 
System
;

using
 
System.Collections.Generic
;

// Deklariert eine Klasse mit einem Typparameter T

class
 
Test
<
T
>

{

	
private
 
List
<
T
>
 
list
 
=
 
new
 
List
<
T
>
();
 
// Deklariert eine Liste mit dem Typparameter T

	

	
// Diese Methode fügt am angegebenen Index ein Element in die Liste ein

	
public
 
void
 
Insert
(
int
 
index
,
 
T
 
item
)

	
{

		
list
.
Insert
(
index
,
 
item
);

	
}

	

	
// Diese generische Methode gib das Element am angegebenen Index zurück

	
public
 
T
 
Get
(
int
 
index
)

	
{

		
if
 
(
index
 
>=
 
0
 
&&
 
index
 
<
 
list
.
Count
)

		
{

			
return
 
list
[
index
];

		
}

		
return
 
default
(
T
);
 
// Wenn der Index nicht in der Liste ist, wird der Standardwert vom Typ zurückgegeben

	
}

	

	
// Diese Methode gibt die Liste Zeile für Zeile zurück

	
public
 
override
 
string
 
ToString
()

	
{

		
string
 
text
 
=
 
""
;

		
for
 
(
int
 
i
 
=
 
0
;
 
i
 
<
 
list
.
Count
;
 
i
++
)
 
// for-Schleife, die die Elemente durchläuft

		
{

			
text
 
+=
 
list
[
i
]
 
+
 
"\r\n"
;

		
}

		
return
 
text
;

	
}

}

// Hauptklasse, die die Hauptmethode enthält

class
 
TestClass

{

	
// Hauptmethode die das Programm ausführt

	
public
 
static
 
void
 
Main
(
string
[]
 
args
)

	
{

		
Test
<
string
>
 
testObject
 
=
 
new
 
Test
<
string
>
();
 
// Aufruf des Standard-Konstruktors mit dem Typparameter string

		
// Fügt drei Elemente in die Liste ein

		
testObject
.
Insert
(
0
,
 
"Werde Mitglied bei Wikipedia!"
);

		
testObject
.
Insert
(
1
,
 
"Willkommen bei Wikipedia!"
);

		
testObject
.
Insert
(
2
,
 
"Wie gefällt dir Wikipedia?"
);

		
Console
.
WriteLine
(
testObject
.
ToString
());
 
// Aufruf der Methode, Ausgabe aller drei Elemente auf der Konsole

		
Console
.
WriteLine
(
testObject
.
Get
(
1
));
 
// Aufruf der Methode, Ausgabe des zweiten Elements auf der Konsole

		

		
Console
.
ReadLine
();

	
}

}

```

## Generische Programmierung in verschiedenen Programmiersprachen
- Wie bereits erwähnt, wird die generische Programmierung in C++ durch Templates unterstützt.
- In Ada gab es generische Typen vor der Einführung von Templates in C++. C++ Templates sind von Ada beeinflusst, unterscheiden sich aber in vielen Punkten.[1]

- In ABAP gibt es ebenfalls generische Datentypen.
- In Java kommen generische Typen ab der Version 1.5 vor.
- In TypeScript und den .NET-Sprachen C# und VB .NET (ab .NET 2.0) gibt es die generischen Typen (generics).
- In der Programmiersprache Eiffel existieren generische Klassen.
- Die funktionale Programmiersprache ML (und Abkömmlinge wie OCaml) sowie Haskell erlauben generische Programmierung. Typ-Polymorphie ist dort konzeptuelle Grundlage. Es lassen sich sogar Module generieren. Generische Module („parametric modules“) werden hier als Funktor bezeichnet. Man kann Funktoren Module als Parameter übergeben und erhält ein neues Modul als Ergebnis.
- In Programmiersprachen wie Python, welche Datentypen dynamisch verwalten und außerdem Operatoren unterstützen, kann praktisch jede Methode im Sinne der generischen Programmierung verwendet werden.
- Schließlich kann man auch die Makros in C zur generischen Programmierung benutzen, wenngleich sie ursprünglich nicht zu diesem Zweck eingeführt wurden.

## Softwaretechnik
Ein generisches Modell ist an spezifische Gegebenheiten einer konkreten Situation anpassbar; z. B. ein generisches Vorgehensmodell wie Wasserfall- oder Spiralmodell an ein konkretes Projekt. Dieser Vorgang wird im Bereich des Software-Engineering auch Tailoring genannt.
Ändert sich das generische Modell, kann man dessen Ausprägungen leicht anpassen, wenn der Weg vom Modell zur Ausprägung detailliert beschrieben ist und man nur die geänderten Elemente verfolgen muss. Bei nicht-generischen Modellen spricht man in diesem Zusammenhang auch von Überanpassung.